# L'Innocent (téléfilm)
Pour les articles homonymes, voir Innocent.
L'innocent est un téléfilm français réalisé par Pierre Boutron et diffusé le 26 septembre 2012 sur France 2.

## Synopsis
L'histoire se déroule dans les années 1970, en France.
Théo Grangier (Patrick Timsit) est un brave garçon un peu limité intellectuellement et donc naïf. C’est ainsi qu’il se fait embarquer dans un cambriolage par deux voyous. L’affaire tourne mal, un gendarme est tué et seul Théo est arrêté, jugé et condamné à mort. Mais dans sa cellule, Théo commence à s’intéresser aux mots et à leur signification, à travers un éditorial de journal rédigé par Jean-Paul Sartre dénonçant sa situation...

## Fiche technique
- Réalisation : Pierre Boutron
- Scénario : Pierre Boutron, Tonino Benacquista et Patrick Timsit
- Musique : Angélique Nachon et Jean-Claude Nachon
- Date de diffusion : 26 septembre 2012 sur France 2
- Durée : 90 minutes

## Distribution
- Patrick Timsit : Théo Grangier
- Frédéric Pierrot : Thierry Deville
- Isabelle Gélinas : Me Sophie Charpentier
- Marie Kremer : Chantal Laborde
- Joseph Malerba : Roger Lemonnier
- Vanessa Larré : Martine Legendre
- Sébastien Coulet : André Legendre
- Alexandre Zeff : un braqueur
- Aymeric Cormerais : un braqueur
- Christophe Bourseiller : un directeur de prison
- Éric Naggar : le directeur de la prison de Paris
- Julien Cafaro : un gardien de prison
- Michel Elias : Jean-Paul Sartre (voix)
- Johann Dionnet : le gendarme Magin
- Albert Dray : un détenu en prison